# چین‌شناسی
چین‌شناسی (به انگلیسی: Sinology)، یک رشته دانشگاهی است که بیشتر در زمینه مطالعه چین از طریق فلسفه، زبان، ادبیات، فرهنگ و تاریخ چینی متمرکز است و اغلب به دانش‌پژوهی غربی بر روی چین اشاره دارد. منشأ این رشته ممکن است در بررسی‌هایی باشد که دانشمندان چینی از تمدن خود انجام داده‌اند.
رشته چین‌شناسی از نظر تاریخی معادل کاربرد لغت‌شناسی در چین بود و تا قرن ۲۰ عموماً به معنای «واژه‌شناسی چینی» (زبان و ادبیات) دیده می‌شد. چین‌شناسی در دوران مدرن توسعه یافته و به تاریخ چین، سنگ نبشته‌ها و موضوعات مرتبط دیگر گسترش یافته‌است.

## چین‌شناسی شرقی
در آسیای شرقی، مطالعات مربوط به موضوعات مربوط به چین قدمتی برابر با تاریخ چین دارد. در ژاپن، چین‌شناسی به عنوان  (漢学) شناخته شده بود، در چین معاصر، مطالعات مربوط به موضوعات چین به عنوان «مطالعات ملی» شناخته می‌شود و صینولوژی به عنوان «مطالعات هان» شناخته می‌شود.

## چین‌شناسی غربی

### اویل قرن ۱۷
اولین غربیانی که زبان چینی را به میزان قابل توجهی بلد بودند مبلغین پرتغالی، اسپانیایی و ایتالیایی در قرن ۱۶ام هستند که همگی وابسته به فرقه دومینیکن یا انجمن عیسی بوده و به دنبال گسترش مسیحیت کاتولیک در میان مردمان چین بودند. آنها در اوایل مأموریتِ دومینیکن اسپانیا در مانیل، یک چاپخانه راه‌اندازی کردند و بین سال‌های ۱۵۹۳ و ۱۶۰۷ چهار اثر در مورد آموزه کاتولیک برای مهاجران چینی تولید کردند که سه اثر به زبان چینی کلاسیک و یک اثر با ترکیبی از چینی کلاسیک و بومی هاکین بود. 

### قرن ۱۸
در دوران عصر روشنگری، چین‌شناسان شروع به معرفی فلسفه، اخلاق، نظام حقوقی و زیبایی‌شناسی چینی به غرب کردند. اگرچه اغلب کارهایشان غیرعلمی و ناقص بودند، اما آثار آنها الهام بخش توسعه چینی‌گرایی و یک سری بحث‌ها در مقایسه فرهنگ‌های چینی و غربی بود. در آن زمان، چین‌شناسان اغلب حکومت چین را به عنوان پادشاهیِ روشن فکرانه توصیف می‌کردند و آن را با اروپا مقایسه می‌کردند که تازه از دوران تاریکی ظهور کرده‌است. از جمله ادبای اروپایی که به چین علاقه‌مند بودند، می‌توان به ولتر که نمایشنامه (L'orphelin de la Chine) را با الهام از یتیم ژائو نوشت و لایب نیتس که نوویسیما سینایکا (اخبار از چین) را نوشت و همچنین جامباتیستا ویکو اشاره کرد.

### قرن ۱۹
در قرن ۱۹ مطالعه آشورشناسی و مصرشناسی بیشتر از مطالعه دربارهٔ چین به دلیل ارتباط آنها با کتاب مقدس توسعه یافته بود. مطالعه هندشناسی موجب دستیابی به موفقیت در توسعه زبان‌شناسی بود اما متون چینی، شاید به این دلیل که این ارتباطات میان‌فرهنگی را نداشتند؛ جزو آخرین کتاب‌هایی بودند که تا حدود سال ۱۸۶۰ به جز فرانسه در دانشگاه‌های اروپا مورد مطالعه قرار نگرفته‌بودند. 

### قرن بیستم و بعد از آن
پس از تأسیس جمهوری خلق چین در سال ۱۹۴۹، مطالعه چین از روش‌های مختلف توسعه یافت. ظهور مطالعات منطقه‌ای، و رشد برنامه‌های تحصیلات عالیه در دانشگاه اهمیت چین‌شناسی را تغییر داده‌است.  بودجه مطالعات چینی و تایوانی ممکن است از منابع مختلفی تأمین شود. یکی از منابع برجسته بنیاد چیانگ چینگ کوئو است.

## چین‌شناسی ایرانی
سفرنامه‌نویسان ایرانی از زمان سید علی‌اکبر خطائی تا زمان محمدعلی اسلامی ندوشن سفرنامه‌هایی درباره چین نوشته‌اند. محمدتقی دانش‌پژوه بعضی از کتب قدیم ایرانی در چین‌شناسی را در مقاله «نگاهی به کتابهای چین‌شناسی» در ۱۳۶۲ معرفی کرده است. در دوره قاجار چین‌شناسی در ایران متّکی به ترجمه بود. بعدها هم مطالعات تخصصی‌تر دربارهٔ چین اندک بوده است. دو نمونه نگاهی به سرزمین، تاریخ، جامعه و فرهنگ چین از دیرینه‌ترین روزگار تا پایان سده‌ی نوزدهم داریوش آشوری و نمایش در چین بهرام بیضایی بوده است. دانشنامه ایرانیکا نیز زیر نظر احسان یارشاطر در دههٔ ۱۹۹۰ میلادی سلسله مقالاتی به زبان انگلیسی درباره روابط ایران و چین منتشر کرد.

### کتابشناسی
- Honey, David B. (2001). Incense at the Altar: Pioneering Sinologists and the Development of Classical Chinese Philology. New Haven: American Oriental Society. ISBN 978-0940490161. (See also E.G. Pulleyblank's  review بایگانی‌شده  در ۲۷ اوت ۲۰۱۶ توسط Wayback Machine of the work in the Journal of the American Oriental Society, Vol. 122, No. 3 (Jul.-Sep., 2002), pp. 620–624, available through JSTOR).
- Zurndorfer, Harriet, "A Brief History of Chinese Studies and Sinology,"  in Zurndorfer, Harriet (1999). China Bibliography: A Research Guide to Reference Works About China Past and Present. Honolulu: Brill; reprinted, University of Hawai'i Press. ISBN 978-9004102781.

### راهنمای کتابخانه و پژوهش
- "Internet Guide for Chinese Studies". Netherlands: Sinological Institute, Leiden University. 1998-08-21.
- منابع الکترونیکی برای مطالعات چین و کتابخانه‌های شرق آسیا
- "Chinese Studies". Library Guides. USA: University of Chicago.
- "Chinese Studies". Research Guides. Harvard University Library.
- "Chinese Studies". Resources by Subject. USA: Indiana University Bloomington Libraries. Archived from the original on 7 January 2019. Retrieved 1 June 2021.
- "China and Inner Asia". Subject Guides. School of Oriental and African Studies Library, University of London.
- "Chinese Studies". Research Guides. USA: University of Michigan.
- Northwestern University Library. "Chinese Studies". LibGuides. Illinois, USA: Northwestern University.
- "China and Inner Asia". Oxford LibGuides. Oxford, UK: University of Oxford, Bodleian Libraries. Archived from the original on 7 January 2019. Retrieved 1 June 2021.
- University Libraries. "Research Resources for Chinese Studies". Research Guides. New Jersey: Rutgers University.
- "Area Studies". Subject Guides. National University of Singapore Libraries. Archived from the original on 7 January 2019. Retrieved 1 June 2021. (شامل چین است)